# Bodony
Bodony è un comune dell'Ungheria di 867 abitanti (dati 2001). È situato nella contea di Heves.